# Uredo forsterae
Uredo forsterae är en svampart som beskrevs av G. Cunn. 1924. Uredo forsterae ingår i släktet Uredo, ordningen Pucciniales, klassen Pucciniomycetes, divisionen basidiesvampar och riket svampar. Inga underarter finns listade i Catalogue of Life.